# Mesoprionus abaii
Mesoprionus abaii är en skalbaggsart som beskrevs av Holzschuh 2007. Mesoprionus abaii ingår i släktet Mesoprionus och familjen långhorningar.
Artens utbredningsområde är Iran. Inga underarter finns listade i Catalogue of Life.